# Monte San Michele (Schiff, 1920)
Die Monte San Michele war ein 1920 in Dienst gestellter, italienischer Massengutfrachter der in Genua ansässigen Reederei S. A. Armatori Riuniti. Der Frachter war ursprünglich noch unter dem Namen War Odyssey im Rahmen des britischen Kriegsnotbauprogramms und im Auftrag des Shipping Controllers als sogenanntes Typ-N-Schiff auf der Werft der Monmouth Shipbuilding Company auf Kiel gelegt worden. Schon gleich nach der Indienstnahme im Sommer 1920 veräußerte der Shipping Controller das Schiff allerdings nach Italien, wo es in Monte San Michele umbenannt wurde. Das Schiff geriet im Frühjahr 1921 aus nicht sicher geklärten Gründen im Nordatlantik in Verlust, wobei die gesamte Besatzung den Tod fand.

## Technische Daten
Die Monte San Michele war 125,88 m lang und 17,01 m breit. Der durchschnittliche Tiefgang lag bei 6,28 m, konnte aber bei voller Beladung auf 8,50 m anwachsen. Der Massengutfrachter war mit 6547 BRT vermessen und diente vorzugsweise dem Transport von Getreide. Die Schiffe des Typs N beziehungsweise des Kriegsnotbauprogramms waren hinsichtlich Entwurf und Konstruktion vergleichsweise einfach gehalten und aus vorgefertigten Baugruppen zusammengesetzt. Diese Teile wurden teils auch von Firmen geliefert, die normal nicht im Schiffbau tätig waren. Die Antriebsanlage war entsprechend leistungsschwach und bestand aus zwei Dampfkesseln sowie einer dreizylindrigen Dreifach-Expansionsmaschine; die maximale Leistung lag bei etwa 700 PSi, was dem Schiff eine Höchstfahrt von rund 9,5 kn (rund 17,5 km/h) ermöglichte. Die Besatzung bestand normalerweise aus 27 Mann.

## Untergang
Zwischen Sommer 1920 und Frühjahr 1921 unternahm der Frachter, der als Getreidetransporter zwischen den Häfen der US-Ostküste und Italien pendelte, lediglich zwei Überfahrten. 
Die Monte San Michele hatte am 2. Februar 1921 den Hafen von New York mit einer Ladung von rund 7000 Tonnen Weizen an Bord verlassen. Nach einem Zwischenstopp in Gibraltar hätte der Frachter danach seine Fahrt nach Genua fortsetzen sollen. Das Schiff erreichte Gibraltar indessen nie. Die Umstände, die zum Verlust führten, sind nicht zur Gänze gesichert. Der Frachter geriet um den 7. Februar 1921 etwa 600 Seemeilen ostnordöstlich der Bermudainseln in die Ausläufer eines Hurrikans. Am Morgen des 8. Februar 1921 empfing der US-Frachter Gasper einen Notruf des italienischen Schiffes. Die Monte San Michele gab hierbei eine Position von etwa 36° N, 49° 40′ W an und meldete eine durch den Sturm bedingte Notlage. Weitere Meldungen erfolgten nicht. Obgleich die Gasper danach sofort Kurs auf die angegebene Position nahm, konnte vor Ort keine Spur des Havaristen mehr gefunden werden. Die Monte San Michele war mit der gesamten Besatzung gesunken, auch Trümmer konnten keine gefunden werden.

## Unglücksursache
Die genaue Unglücksursache, der Zeitpunkt des Sinkens sowie der Untergangsort (von der letztgenannten und über Funk gemeldeten Position abgesehen) sind nicht genau bekannt. Zwar handelte es sich bei der Monte San Michele um ein quasi neuwertiges Schiff, doch wurde dieses nur von einer verhältnismäßig leistungsschwachen Dreifachexpansionsmaschine angetrieben, deren Ausfall im Sturm gravierende Folgen gehabt hätte (s. Querschlagen). Zudem waren die Schiffe des Kriegsnotbauprogramms teils aus Baugruppen zusammengesetzt, deren Festigkeit und deren Verbindungen zumindest hinterfragt werden können. Auch kann es im Falle von Sturmschäden an den Lukendeckeln zu einer nachfolgenden Quellung der Weizenladung mit entsprechenden Folgeschäden gekommen sein. 

## Trivia
Der Verlust der Monte San Michele wurde auch mit den Ereignissen um die Strandung des Segelschiffes Carroll A. Deering und dem Verschwinden von dessen Besatzung in Verbindung gebracht, wobei darüber spekuliert wurde, dass möglicherweise Piraten oder Schmuggler etwas mit dem Verlust des Schiffes zu tun haben könnten. Entsprechende Hinweise hierzu gibt es keine.